# 祥雲県
祥雲県（しょううん-けん）は中華人民共和国雲南省大理ペー族自治州に位置する県。

## 歴史
1929年に祥雲県が設置される。

## 行政区画
下部に8鎮、1郷、1民族郷を管轄する。
- 鎮
  - 祥城鎮、沙竜鎮、雲南駅鎮、下荘鎮、普棚鎮、劉廠鎮、禾甸鎮、米甸鎮
- 郷
  - 鹿鳴郷
- 民族郷
  - 東山イ族郷

## 交通

### 鉄道
- 中国国家鉄路集団
  - 楚大線（中国語版）

（大理方面）- 祥雲駅 - 雲南駅駅 -（昆明方面）

### 道路
- 高速道路
  - 杭瑞高速道路
- 国道
  - G214国道
  - G320国道